# 颱風戴絲 (1985年)
颱風戴絲（英語：Typhoon Tess，菲律賓大氣地球物理和天文服務管理局：Miling）是1985年太平洋颱風季中其中一個熱帶氣旋，風暴於9月1日形成，在9月7日消散，維持了約6日。戴絲最初源自關島以南海面的熱帶擾動，9月1日成為熱帶低氣壓並很快再增強為熱帶風暴，到達呂宋島北部前，進一步變為一股颱風。雖然受地型影響一度減弱至颱風強度門檻以下，但進入南海後重新組織，靠近華南沿岸前再度成為颱風，同時開始影響香港，最終在9月6日登陸中國大陸廣東省沿岸，翌日消散。
戴絲為菲律賓和華南地區造成破壞，同時導致皇家香港天文台需要懸掛該年第二個八號烈風或暴風信號。在菲律賓至少5人因風暴喪生、7人失蹤，經濟損失1100萬比索。香港則有2人喪生，另有一艘遠東水翼船因引擎故障隨巨浪漂流至大嶼山擱淺，船上百多人獲救，上環四方街因連日豪雨而發生地陷，當局疏散600人。中國大陸方面全廣東省至少26縣市受風暴影響，其中江門市尤為嚴重，逾1.2萬間房屋倒塌、82萬畝稻田受淹，但該市無人因而喪生。

## 氣象歷史
一個熱帶擾動於8月28日在關島以南海面形成，此擾動在9月1日成為熱帶低氣壓，當時其位於馬尼拉以東約690公里之洋面上，同日再增強為熱帶風暴，美國聯合颱風警報中心命名為戴絲，臺灣交通部中央氣象局亦將其升格為輕度颱風。至於皇家香港天文台則在翌日跟隨，在之後一日再升格為強烈熱帶風暴。由於風暴迫近菲律賓，菲律賓大氣地球物理和天文服務管理局監測該風暴，並賦予當地名字「Miling」。
戴絲在整個生命期內，受副熱帶高壓脊西伸增強影響，大致上向西北偏西移動。9月3日，它在橫越呂宋島北部之前短暫轉向正西北，及進一步成為颱風，中央氣象局亦將其短暫升格為中度颱風，其帶來的洪水淹沒四人，又在八打雁省沿海城鎮萊梅里觸發龍捲風。其後它在同日出海，受到地型影響一度減弱至颱風強度門檻以下，移動方向轉回西北偏西。不過它得到海水支援而能重新組織，在9月5日靠近華南地區沿岸前再度成為颱風，中央氣象局再次升格為中度颱風，而皇家香港天文台則首次升格為颱風，當時其位於香港以南290公里處。它又在其南方的赤道反氣旋北上至棉蘭老島一帶、以及副高東退之下，於差不多於同一時間短暫轉向西北偏北移動，其後再轉為正西北，並達到顛峰強度一分鐘風力約140公里每小時。
在掠過上川島前後，香港的啟德機場陣風曾達120公里每小時，在青洲則為163公里每小時，大老山曾錄得之雨量為204.4毫米。它在9月6日上午登陸中國大陸廣東省陽江縣沿海，其結構逐漸崩潰，同日美方、皇家香港天文台及中央氣象局分別降格為熱帶風暴、強烈熱帶風暴及輕度颱風，其後三個氣象部門皆進一步降格為熱帶低氣壓。最後它翌日進入廣西壯族自治區，在南寧市之東北約110公里處減弱為殘餘低壓區，中央氣象局和皇家香港天文台皆認定其已消散。美方在9月9日對其發表最後報告。

## 影響

### 菲律賓及臺灣
戴絲影響菲律賓期間，為呂宋島北部帶來大量雨水，以致當地洪水氾濫，稻米區及農田被淹。呂宋東部盛產椰子的奧羅拉省，最高風速達100公里每小時；在中部八打雁省沿海城鎮萊梅里發生龍捲風，一名五歲男童因此喪生，另有五人受傷，數十間房屋被摧毀或損壞，逾三百人無家可歸，六百人一度逃往高地；碧瑤市的洪水使到三百人需要疏散，而21個省亦受影響，學校需要關閉；菲律賓海岸警衞隊指示船隻留在港口，直到風暴離去，菲律賓航空有19個國內航班遭取消，但馬尼拉國際機場仍正常運作。整個菲律賓中至少五人因風暴喪生、七人失蹤，共有26間民居被摧毀，另外49間遭損壞，風暴導致的經濟損失達1,100萬比索。
臺灣交通部中央氣象局在9月3日下午4時正為戴絲發布海上颱風警報，到5日上午4時正解除警報，期間沒有災情，而彭佳嶼氣象站及蘭嶼氣象站分別錄得最大風速為16.2及15.0米每秒，臺東氣象站及成功氣象站分別錄得總雨量為284.8及268.7毫米。

### 英屬香港
- 當地評定巔峰強度分級：（HKO）
- 當地評定最大持續風速：140每小時（39每秒；76節）（十分鐘）
- 當地懸掛之最高熱帶氣旋警告信號： 八號東南烈風或暴風信號
- 最接近當地時間：1985年9月6日上午2時
- 最接近當地位置：天文台總部之西南約190公里

皇家香港天文台在9月4日上午9時懸掛一號戒備信號，隨著戴絲移近香港，風力開始增強，天文台於同日晚上9時10分改掛三號強風信號。最初天文台表示香港受烈風影響機會低，而預料不會掛八號烈風或暴風信號，但翌日戴絲增強為颱風並突然轉向西北偏北移動，香港開始普遍受強風至烈風影響。在9月5日下午6時左右，天文台測得最低瞬時海平面氣壓995.5百帕。天文台在9月6日上午1時10分改掛八號東南烈風或暴風信號，香港多處地區受東南烈風影響，戴絲亦在不足一小時後最接近香港，於香港西南190公里掠過。隨著戴絲在同日早上6時登陸陽江縣附近並減弱，香港風力逐漸緩和，天文台在6時10分改掛三號信號，下午2時除下所有信號。
因應颱風來襲，包含珠江客運及油蔴地小輪在內，往返澳門和中國大陸的所有渡輪均被暫停，機場方面則有兩班航機改飛其他地方，十班取消及50班延誤，風暴期間共接獲19宗山泥傾瀉及54宗水浸報告，主要在元朗區及新界北區，有農田和魚塘遭淹沒。遠東水翼船「銀星號」在9月5日晚開往澳門作末班船時，因引擎故障隨巨浪漂流，被沖走至大嶼山芝麻灣擱淺，船上119人獲救並返回港澳碼頭，當中兩人不適送院。上環四方街近荷李活道一段路面因連日豪雨，在9月6日發生地陷，附近的地盤護土牆也倒塌，當局認為鄰近三幢樓宇會受牽連而疏散六百人。另外風暴中有兩人死及12人傷，包括9月5日在鰂魚涌太古城地盤身亡的一名工人，及從葵涌貨櫃碼頭一個被吹翻吊機上墜下而死的一名工人。

### 中國大陸
- 當地評定巔峰強度分級：（CMA）
- 當地評定最大持續風速：40每秒（78節；140每小時）（二分鐘）
- 當地評定中心最低氣壓：965百帕斯卡（28.50英寸汞柱）

中國大陸廣東省防汛防旱防風指揮部透露，該年「第十五號颱風」（指戴絲）已於9月6日上午6時於陽江縣和台山縣之間沿海登陸，風力達十二級。全省至少26縣市受風暴影響，其中江門市尤為嚴重，據統計共有逾1.2萬間房屋倒塌、82萬畝稻田受淹、48萬畝甘蔗倒伏、61區電話中斷。颱風登陸所在地陽江和台山都首當其衝，不少房屋倒塌及損毀，倒下電線造成供電中斷；中山市不少電線被吹壞，供電同樣中斷，逾萬畝水稻遭淹沒，大批甘蔗被風吹倒；至於斗門縣及恩平縣各有一段堤圍崩塌，前者更引致六千畝農田被淹。還有，陽春縣有50個村莊曾被洪水包圍，涉及三千人，一兩日後脫險；而廣州市郊水果蔬菜亦受較大損失，楊桃損毀約百萬斤，1,500畝甘蔗被刮倒。據統計，全省山塘水庫沖垮219座、渠道崩決123公里、橋樑毀壞159座、公路受損361公里，經濟損失達6.76億人民幣。
颱風過後各地官民立即展開救援，江門市人民政府派官員到重災區指揮救災，並有至少5,800名幹部赴前線協助。到9月14日，江門市人民政府指出全市不到一周已能恢復正常生產，沒有一個人因颱風而喪生，且指出是因他們在颱風登陸前兩日做好防風措施所帶來的成果。

## 註腳
1. ↑  本文所有金額按當年幣值計算。
2. ↑  包括日本氣象廳在內的全世界大部分區域專責氣象中心採用十分鐘持續風速衡量熱帶氣旋強度，但美國的聯合颱風警報中心採用一分鐘持續風速，兩個數值的換算比約為1比1.14。[3]
3. ↑  聯合颱風警報中心不設強烈熱帶風暴等級，所有中心風力達88至117公里每小時的熱帶氣旋也只會視為熱帶風暴。

## 外部連結
- 1985年熱帶氣旋年刊 （页面存档备份，存于），皇家香港天文台
- 歷年天災的回顧 （页面存档备份，存于），香港天文台
- 1985年熱帶氣旋最佳路徑 （页面存档备份，存于），中國氣象局